# Anna-Lena Friedsam
Anna-Lena Friedsam (* 1. Februar 1994 in Neuwied) ist eine deutsche Tennisspielerin.

## Karriere
Friedsam begann im Alter von sechs Jahren mit dem Tennissport. 2009 wurde sie Deutsche Jugendmeisterin.

### Saison 2012
Sie gewann in diesem Jahr sechs ITF-Turniere. Damit verbesserte sie sich zwischen Januar und August um etwa 450 Plätze in der Weltrangliste. In der zweiten Runde der Qualifikation des WTA-Turniers von Luxemburg besiegte sie 2012 mit Andrea Hlaváčková erstmals eine Top-100-Spielerin.

### Saison 2013
Im August gewann sie das ITF-Turnier von Kasan, im September das von Trabzon. Bei den French Open, in Wimbledon und den US Open sowie bei mehreren WTA-Turnieren nahm sie an der Qualifikation teil, wobei ihr ein Sieg gegen Peng Shuai in Stuttgart gelang, aber nicht die Qualifikation für ein Hauptfeld.

### Saison 2014
Durch einen Sieg über Luksika Kumkhum konnte sich Friedsam in Shenzhen erstmals für das Hauptfeld eines WTA-Turniers qualifizieren; mit einem Sieg über Bojana Jovanovski zog sie dort ins Achtelfinale ein, in dem sie Jana Čepelová unterlag. Bei den Australian Open scheiterte sie in der Qualifikation. Beim Hallenturnier in Paris gelang ihr erstmals die Qualifikation für ein Turnier der Premier-Kategorie. In Rio de Janeiro, wo sie erstmals direkt für das Hauptfeld eines WTA-Turniers qualifiziert war, erreichte sie das Achtelfinale. Auch in Wimbledon sowie in Roland Garros war sie durch ihre Weltranglistenposition erstmals für die Hauptrunde qualifiziert; sie kam jedoch jeweils nicht über die erste Runde hinaus. Nach ihrem Ausscheiden in der Qualifikation der US Open gewann sie Anfang September 2014 ihr erstes WTA-Challenger-Turnier im Einzel; sie besiegte im Finale von Suzhou die Chinesin Duan Yingying mit 6:1, 6:3.
Ihr bislang größter Erfolg gelang ihr dann in der ersten Runde des WTA-Turniers von Linz mit einem Sieg (2:6, 6:3, 6:4) über die an Position 3 gesetzte Australian-Open-Finalistin Dominika Cibulková. Nach weiteren Siegen über Jana Čepelová und Stefanie Vögele erreichte Friedsam zum ersten Mal das Halbfinale eines WTA-Turniers, in dem sie Karolína Plíšková unterlag.

### Saison 2015
Für das Hauptfeld der Australian Open war sie direkt qualifiziert; sie traf in der ersten Runde jedoch auf die an Position 7 gesetzte Eugenie Bouchard, der sie mit 2:6, 4:6 unterlag. Bei den French Open und in Wimbledon erreichte sie jeweils die zweite Runde. Am 20. Juli erlitt sie in der Partie gegen Klára Koukalová bei den Nürnberger Gastein Ladies beim Spielstand von 6:1 und 4:0 einen doppelten Bänderriss, der sie zu einer längeren Auszeit zwang. Nach ihrer Rückkehr erreichte sie bei den Generali Ladies Linz mit Siegen über Magdaléna Rybáriková, Andreea Mitu, Margarita Gasparjan und Johanna Larsson das Finale. Ende des Jahres wurde Friedsam Deutsche Tennismeisterin, als sie im Finale der nationalen Meisterschaften Katharina Hobgarski mit 6:0 und 6:1 besiegte.

### Saison 2016
Zu Saisonbeginn erreichte sie zunächst das Halbfinale in Shenzhen, wo sie Agnieszka Radwańska unterlag. Bei den darauf folgenden Australian Open zog sie erstmals in ihrer Karriere ins Achtelfinale eines Grand-Slam-Turniers ein. Bei den US Open bestritt sie ihr vorerst letztes Match, denn im Saisonverlauf steigerten sich ihre Probleme mit der Schulter, die schließlich operiert werden musste.

### Seit 2017
Wegen ihrer Schulteroperation konnte Friedsam erst Ende des Jahres 2017 beim ITF-Turnier in Clermont-Ferrand ihr Comeback beginnen und gewann das ITF-Turnier in Shrewsbury.
Bei den Australian Open 2018 hatte sie gleich in der ersten Runde Angelique Kerber zur Gegnerin und unterlag. In der ersten Aprilwoche musste sich Friedsam erneut an der Schulter operiert lassen und konnte erst Ende Mai mit dem Aufbautraining beginnen.

### Saison 2020
Am 8. Februar 2020 debütierte Friedsam für die deutsche Fed-Cup-Mannschaft. Wenig später gelang ihr der bis dahin größte internationale Erfolg beim Turnier von Lyon, dort erreichte sie nach Linz 2015 zum zweiten Mal das Finale eines WTA International Tournaments, verlor dieses aber gegen Sofia Kenin 2:6, 6:4, 4:6. Im Turnierverlauf besiegte die ungesetzte Deutsche drei gesetzte Spielerinnen, zunächst die Nummer zwei der Setzliste, Kristina Mladenovic, und danach Viktória Kužmová sowie Darja Kassatkina.

### Saison 2023
Nach ihren Ergebnissen zum Ende des Jahres 2022 mit den Finalteilnahmen bei den Turnieren in Midland und Angers zog sie 2023 durch die Viertelfinalteilnahmen in Linz und Austin erstmals seit sieben Jahren wieder unter die Top 100 der Einzelweltrangliste ein. Mit der deutschen Billie-Jean-King-Cup-Mannschaft qualifizierte sie sich im April für die Finals in Sevilla. Dabei steuerte sie bei der Begegnung gegen Brasilien in Stuttgart den entscheidenden Punkt bei, nachdem sie mit 6:1 und 6:0 gegen Laura Pigossi gewann. Mit ihrem Bundesligaverein TC Bredeney gewann sie zudem den dritten deutschen Meistertitel in Serie, wobei sie sich jedoch am letzten Spieltag an einer Werbebande verletzte und deswegen mehrere Wochen ausfiel. Ihr Comeback feierte sie bei den US Open und gewann wenige Wochen später beim Turnier in Osaka mit ihrer Doppelpartnerin Nadija Kitschenok ihren vierten WTA-Doppeltitel gewinnen. Im Finale siegten sie mit 7:6 (7:3) und 6:3 gegen Anna Kalinskaja und Julija Putinzewa.

## Erfolge

### Einzel

#### Turniersiege
| Nr. | Datum              | Turnier             | Kategorie      | Belag             | Finalgegnerin                | Ergebnis       |
| --- | ------------------ | ------------------- | -------------- | ----------------- | ---------------------------- | -------------- |
| 1.  | 12. März 2012      | Astana              | ITF $10.000    | Hartplatz         | Jekaterina Jurjewna Jaschina | 6:4, 6:3       |
| 2.  | 27. Mai 2012       | Velenje             | ITF $10.000    | Sand              | Agnese Zucchini              | 6:1, 6:3       |
| 3.  | 3. Juni 2012       | Maribor             | ITF $25.000    | Sand              | Teliana Pereira              | 2:6, 7:62, 6:2 |
| 4.  | 17. Juni 2012      | Padua               | ITF $25.000    | Sand              | Corinna Dentoni              | 6:2, 6:2       |
| 5.  | 15. Juli 2012      | Aschaffenburg       | ITF $25.000    | Sand              | Kathrin Wörle                | 6:4, 2:6, 6:4  |
| 6.  | 26. August 2012    | Charleroi           | ITF $25.000    | Sand              | Angelique van der Meet       | 6:4, 7:65      |
| 7.  | 24. März 2013      | Sunderland          | ITF $15.000    | Hartplatz         | Alison Van Uytvanck          | 6:2, 7:64      |
| 8.  | 31. August 2013    | Kasan               | ITF $50.000    | Hartplatz         | Marta Sirotkina              | 6:2, 6:3       |
| 9.  | 14. September 2013 | Trabzon             | ITF $50.000    | Hartplatz         | Julija Bejhelsymer           | 4:6, 6:3, 6:3  |
| 10. | 28. September 2013 | Loughborough        | ITF $25.000    | Hartplatz (Halle) | Alison Van Uytvanck          | 6:3, 6:0       |
| 11. | 6. September 2014  | Suzhou              | WTA Challenger | Hartplatz         | Duan Yingying                | 6.1, 6:3       |
| 12. | 15. Juni 2015      | Ilkley              | ITF $50.000    | Rasen             | Magda Linette                | 5:7, 6:3, 6:1  |
| 13. | 11. November 2017  | Shrewsbury          | ITF $25.000    | Hartplatz (Halle) | Lesley Kerkhove              | 6:4, 6:2       |
| 14. | 28. September 2019 | Roehampton          | ITF $25.000    | Hartplatz         | Indy de Vroome               | 6:3, 6:3       |
| 15. | 26. Januar 2025    | Esch an der Alzette | ITF W35        | Hartplatz (Halle) | Emily Appleton               | 3:6, 6:0, 7:5  |

#### Finalteilnahmen
| Nr. | Datum             | Turnier | Kategorie         | Belag             | Turniersiegerin              | Ergebnis      |
| --- | ----------------- | ------- | ----------------- | ----------------- | ---------------------------- | ------------- |
| 1.  | 18. Oktober 2015  | Linz    | WTA International | Hartplatz         | Anastassija Pawljutschenkowa | 4:6, 3:6      |
| 2.  | 8. März 2020      | Lyon    | WTA International | Hartplatz (Halle) | Sofia Kenin                  | 2:6, 6:4, 4:6 |
| 3.  | 06. November 2022 | Midland | WTA 125           | Hartplatz (Halle) | Caty McNally                 | 3:6, 2:6      |
| 4.  | 11. Dezember 2022 | Angers  | WTA 125           | Hartplatz (Halle) | Alycia Parks                 | 4:6, 6:4, 4:6 |

### Doppel

#### Turniersiege
| Nr. | Datum              | Turnier           | Kategorie   | Belag             | Partnerin           | Finalgegnerinnen                            | Ergebnis          |
| --- | ------------------ | ----------------- | ----------- | ----------------- | ------------------- | ------------------------------------------- | ----------------- |
| 1.  | 13. Februar 2012   | Leimen            | ITF $10.000 | Hartplatz (Halle) | Julia Kimmelmann    | Elyne Boeykens Jana Nabel                   | 6:1, 7:64         |
| 2.  | 21. Mai 2012       | Velenje           | ITF $10.000 | Sand              | Vanda Lukacs        | Anja Prislan Dejana Raickovic               | 7:63, 5:7, [10:4] |
| 3.  | 25. März 2013      | Croissy-Beaubourg | ITF $50.000 | Hartplatz (Halle) | Alison Van Uytvanck | Stéphanie Foretz Eva Hrdinová               | 6:3, 6:4          |
| 4.  | 28. April 2019     | Stuttgart         | WTA Premier | Sand (Halle)      | Mona Barthel        | Anastassija Pawljutschenkowa Lucie Šafářová | 2:6, 6:3, [10:6]  |
| 5.  | 2. Oktober 2021    | Nur-Sultan        | WTA 250     | Hartplatz         | Monica Niculescu    | Angelina Gabujewa Anastassija Sacharowa     | 6:2, 4:6, [10:5]  |
| 6.  | 31. Juli 2022      | Warschau          | WTA 250     | Sand              | Anna Danilina       | Katarzyna Kawa Alicja Rosolska              | 6:4, 5:7, [10:5]  |
| 7.  | 16. September 2023 | Osaka             | WTA 250     | Hartplatz         | Nadija Kitschenok   | Anna Kalinskaja Julija Putinzewa            | 7:63, 6:3         |
| 8.  | 27. Oktober 2024   | Poitiers          | ITF W75     | Hartplatz (Halle) | Céline Naef         | Martyna Kubka Conny Perrin                  | 6:4, 6:1          |

#### Finalteilnahmen
| Nr. | Datum              | Turnier | Kategorie      | Belag             | Partnerin           | Turniersiegerinnen                    | Ergebnis         |
| --- | ------------------ | ------- | -------------- | ----------------- | ------------------- | ------------------------------------- | ---------------- |
| 1.  | 10. November 2013  | Taipeh  | WTA Challenger | Hartplatz (Halle) | Alison Van Uytvanck | Caroline Garcia Jaroslawa Schwedowa   | 3:6, 3:6         |
| 2.  | 20. September 2020 | Rom     | WTA Premier 5  | Sand              | Raluca Olaru        | Hsieh Su-wei Barbora Strýcová         | 2:6, 2:6         |
| 3.  | 10. April 2021     | Bogotá  | WTA 250        | Sand              | Mihaela Buzărnescu  | Elixane Lechemia Ingrid Neel          | 3:6, 4:6         |
| 4.  | 05. November 2022  | Midland | WTA 125        | Hartplatz (Halle) | Nadija Kitschenok   | Asia Muhammad Alycia Parks            | 2:6, 3:6         |
| 5.  | 12. Februar 2023   | Linz    | WTA 250        | Hartplatz (Halle) | Nadija Kitschenok   | Viktória Hrunčáková Natela Dsalamidse | 6:4, 5:7,[10:12] |

## Abschneiden bei Grand-Slam-Turnieren

### Einzel
| Turnier         | 2013 | 2014 | 2015 | 2016 | 2017 | 2018 | 2019 | 2020 | 2021 | 2022 | 2023 | 2024 | 2025 | Karriere |
| --------------- | ---- | ---- | ---- | ---- | ---- | ---- | ---- | ---- | ---- | ---- | ---- | ---- | ---- | -------- |
| Australian Open | —    | Q1   | 1    | AF   | —    | 1    | —    | Q1   | Q1   | Q1   | Q2   | Q1   | Q2   | AF       |
| French Open     | Q1   | 1    | 2    | 1    | —    | —    | —    | 1    | Q3   | —    | 2    | —    | Q3   | 2        |
| Wimbledon       | Q2   | 1    | 2    | 3    | —    | —    | 1    |      | Q1   | Q1   | 1    | —    | —    | 3        |
| US Open         | Q1   | Q3   | 1    | 1    | —    | —    | Q3   | 2    | Q2   | Q1   | 1    | —    |      | 2        |

Zeichenerklärung: S = Turniersieg; F, HF, VF, AF = Einzug ins Finale / Halbfinale / Viertelfinale / Achtelfinale; 1, 2, 3 = Ausscheiden in der 1. / 2. / 3. Hauptrunde; Q1, Q2, Q3 = Ausscheiden in der 1. / 2. / 3. Qualifikationsrunde; nicht ausgetragen

### Doppel
| Turnier         | 2016 | 2017 | 2018 | 2019 | 2020 | 2021 | 2022 | 2023 | Karriere |
| --------------- | ---- | ---- | ---- | ---- | ---- | ---- | ---- | ---- | -------- |
| Australian Open | —    | —    | 1    | —    | 1    | —    | 2    | —    | 2        |
| French Open     | AF   | —    | —    | AF   | 1    | 2    | 1    | 1    | AF       |
| Wimbledon       | 1    | —    | —    | AF   |      | 2    | 1    | 1    | AF       |
| US Open         | 1    | —    | —    | AF   | AF   | 1    | —    | —    | AF       |